# Elise Chabbey
Elise Chabbey (Ginevra, 24 aprile 1993) è una ciclista su strada svizzera che corre per il team FDJ-Suez. Nel 2020 ha vinto il titolo nazionale in linea e nel 2022 e nel 2023 il titolo mondiale della staffetta mista con la nazionale elvetica.

## Palmarès
- 2020 (Équipe Paule Ka, una vittoria)

Campionati svizzeri, Prova in linea Elite
- 2021 (Canyon-SRAM Racing, una vittoria)

1ª tappa Giro di Svizzera (Frauenfeld > Frauenfeld)

### Altri successi
- 2021 (Canyon-SRAM Racing)

Classifica scalatrici Women's Tour
- 2022 (Canyon-SRAM Racing)

Classifica scalatrici Giro dei Paesi Baschi
Classifica scalatrici Women's Tour
Campionati del mondo, Staffetta mista
- 2023 (Canyon-SRAM Racing)

Classifica scalatrici Tour of Scandinavia
Campionati del mondo, Staffetta mista
Classifica scalatrici Giro di Svizzera femminile
- 2024 (Canyon-SRAM Racing)

Classifica scalatrici Giro di Svizzera femminile
- 2025 (FDJ-Suez)

Classifica scalatrici Tour de France

## Piazzamenti

### Grandi Giri
- Giro d'Italia

2019: 27ª
2020: 24ª
2021: 10ª
2022: 12ª
2024: non partita (7ª tappa)
- Tour de France

2022: 11ª
2023: 36ª
2024: non partita (4ª tappa)
- Vuelta a España

2023: 24ª

### Competizioni mondiali
- Campionati del mondo

Yorkshire 2019 - Staffetta mista: 6ª
Yorkshire 2019 - Cronometro Elite: 22ª
Yorkshire 2019 - In linea Elite: 21ª
Imola 2020 - In linea Elite: 58ª
Fiandre 2021 - Staffetta mista: 4ª
Fiandre 2021 - In linea Elite: 13ª
Wollongong 2022 - Staffetta mista: vincitrice
Wollongong 2022 - In linea Elite: 9ª
Glasgow 2023 - Staffetta mista: vincitrice
Glasgow 2023 - In linea Elite: 7º
Zurigo 2024 - Staffetta mista: 8ª
Zurigo 2024 - In linea Elite: 23ª
- World Tour

2019: 112ª
2020: 58ª
2021: 11ª
2022: 16ª
2023: 18ª
- Giochi olimpici

Parigi 2024 - In linea: 18ª

### Competizioni continentali
- Campionati europei

Plouay 2020 - Cronometro Elite: 12ª
Plouay 2020 - In linea Elite: 14ª
Plouay 2020 - Staffetta mista: 2ª
Trento 2021 - Cronometro Elite: 20ª
Trento 2021 - In linea Elite: 15ª
Drenthe 2023 - Staffetta mista: 6ª
Drenthe 2023 - In linea Elite: 6ª
Limburgo 2024 - In linea Elite: 50ª